# Nibung (Gunung Pelindung)
Nibung is een bestuurslaag in het regentschap Lampung Timur van de provincie Lampung, Indonesië. Nibung telt 5298 inwoners (volkstelling 2010).